# Tournament of Champions 2014
Het eindejaarstennistoernooi Tournament of Champions (officieel Garanti Koza Tournament of Champions) van 2014 vond plaats van 28 oktober tot en met 2 november 2014 in de Bulgaarse hoofdstad Sofia. Er werd gespeeld op hardcourt-binnenbanen. Er werd alleen een enkelspeltoernooi gespeeld.
De zes hoogst gerangschikte speelsters die in het afgelopen seizoen minstens één toernooi in de categorie International wonnen en niet deelnamen aan de WTA Tour Championships, waren automatisch gekwalificeerd voor het toernooi. Daarnaast werden door de organisatie twee wildcards uitgereikt – dit jaar gingen deze naar Flavia Pennetta (op grond van haar overwinning van het Premier Mandatorytoernooi in Indian Wells) en Tsvetana Pironkova (de beste speelster uit het 'eigen land', Bulgarije). Jelena Janković, die eerder een wildcard kreeg toegewezen, moest wegens een blessure verstek laten gaan.
Evenals het jaar ervoor werd gespeeld met een eerste ronde bestaande uit groepswedstrijden, gevolgd door een halve finale en finale. De formule was dezelfde als die van de WTA Tour Championships. De organisatie in Sofia volgde evenwel niet de gewoonte om de groepen met een kleur aan te duiden. De gebruikte namen Serdika en Sredets zijn historische aanduidingen voor de stad Sofia.
Titelhoudster Simona Halep was inmiddels doorgegroeid naar de top tien, en daarmee gepromoveerd tot deelname aan de WTA Tour Championships. De als eerste geplaatste Jekaterina Makarova trok zich na twee groepswedstrijden uit het toernooi terug – voor de derde groepswedstrijd werd zij vervangen door de eerste reserve, Karolína Plíšková. Het vierde reekshoofd, Andrea Petković uit Duitsland, won het toernooi. Zij versloeg in de finale de als derde geplaatste Italiaanse Flavia Pennetta in drie sets. Het was Petković's vijfde WTA-titel, de derde van 2014.

## Enkelspel

### Geplaatste speelsters
| nr. | speelster            | WTA- ranking† | rechtgevende toernooiwinst | groep                         | resultaat                     |
| --- | -------------------- | ------------- | -------------------------- | ----------------------------- | ----------------------------- |
| 1.  | Jekaterina Makarova  | 11            | Pattaya                    | Serdika                       | eerste ronde                  |
| 2.  | Dominika Cibulková   | 12            | Acapulco                   | Sredets                       | eerste ronde                  |
| 3.  | Flavia Pennetta      | 15            | wildcard                   | Serdika                       | finale                        |
| 4.  | Andrea Petković      | 17            | Bad Gastein                | Sredets                       | winnares                      |
| 5.  | Carla Suárez Navarro | 18            | Oeiras                     | Sredets                       | halve finale                  |
| 6.  | Alizé Cornet         | 20            | Katowice                   | Serdika                       | eerste ronde                  |
| 7.  | Garbiñe Muguruza     | 23            | Hobart                     | Serdika                       | halve finale                  |
| 8.  | Tsvetana Pironkova   | 41            | wildcard                   | Sredets                       | eerste ronde                  |
| Alt | Karolína Plíšková    | 24            | Seoel Linz                 | Serdika                       | eerste ronde                  |
| Alt | Elina Svitolina      | 30            | Bakoe                      | hoefde niet in actie te komen | hoefde niet in actie te komen |

### Prijzengeld en WTA-punten
| Resultaat              | Prijzengeld    | WTA-punten |
| ---------------------- | -------------- | ---------- |
| winnares               | R1 + $ 200.000 | R1 + 195   |
| finale                 | R1 + $ 75.000  | R1 + 75    |
| halve finale           | R1 + $ 10.000  | R1         |
| eerste ronde (3 zeges) | $ 80.000       | 180        |
| eerste ronde (2 zeges) | $ 65.000       | 145        |
| eerste ronde (1 zege)  | $ 50.000       | 110        |
| eerste ronde (0 zeges) | $ 35.000       | 75         |

- R1 = de opbrengst van de eerste ronde
(groepswedstrijden).
- Een foutloos parcours zou de winnares
$ 280.000 en 375 punten opleveren.
- Petković verloor één groepswedstrijd.
Zij won $ 265.000 en 340 punten.

### Halve finale en finale
|  | Halve finale | Halve finale     | Halve finale    | Halve finale | Halve finale |   |                      | Finale | Finale | Finale | Finale | Finale |
|  |              |                  |                 |              |              |   |                      |        |        |        |        |        |
|  | 7            | Garbiñe Muguruza | 1               | 4            |              |   |                      |        |        |        |        |        |
|  | 4            | Andrea Petković  | 6               | 6            |              |   |                      |        |        |        |        |        |
|  | 4            | Andrea Petković  | 6               | 6            |              | 4 | Andrea Petković      | 1      | 6      | 6      |        |        |
|  |              |                  |                 |              |              | 4 | Andrea Petković      | 1      | 6      | 6      |        |        |
|  |              | 3/WC             | Flavia Pennetta | 6            | 4            | 3 |                      |        |        |        |        |        |
|  | 5            | 3/WC             | Flavia Pennetta | 6            | 4            | 3 | Carla Suárez Navarro | 4      | 2      |        |        |        |
|  | 5            |                  |                 |              |              |   | Carla Suárez Navarro | 4      | 2      |        |        |        |
|  | 3/WC         | Flavia Pennetta  | 6               | 6            |              |   |                      |        |        |        |        |        |

| Legenda | Legenda                  |
| ------- | ------------------------ |
| Q       | Qualifier                |
| WC      | Deelname via wildcard    |
| LL      | Lucky Loser              |
| r       | Opgave / trok zich terug |
| w/o     | Walk-over                |
| Alt     | Alternate                |
| SE      | Special Exempt           |
| PR      | Protected Ranking        |
| d       | Diskwalificatie          |

### Groepswedstrijden

#### Groep Serdika

##### Resultaten
| wedstrijd              | wedstrijd | wedstrijd               | score         |
| Flavia Pennetta (3/WC) | –         | Alizé Cornet (6)        | 6-1, 6-2      |
| Garbiñe Muguruza (7)   | –         | Jekaterina Makarova (1) | 6-2, 6-1      |
| Garbiñe Muguruza (7)   | –         | Flavia Pennetta (3/WC)  | 0-6, 6-1, 6-1 |
| Alizé Cornet (6)       | –         | Jekaterina Makarova (1) | 6-1, 6-4      |
| Garbiñe Muguruza (7)   | –         | Alizé Cornet (6)        | 6-3, 7-5      |
| Flavia Pennetta (3/WC) | –         | Karolína Plíšková (Alt) | 6-1, 6-3      |

##### Klassement
| nr. | speelster               | partijen w-v | sets w-v | games w-v |
| 1.  | Garbiñe Muguruza (7)    | 3-0          | 6-1      | 37-19     |
| 2.  | Flavia Pennetta (3/WC)  | 2-1          | 5-2      | 32-19     |
| 3.  | Alizé Cornet (6)        | 1-2          | 2-4      | 23-30     |
| 4.  | Karolína Plíšková (Alt) | 0-1          | 0-2      | 4-12      |
| —   | Jekaterina Makarova (1) | 0-2          | 0-4      | 8-24      |

#### Groep Sredets

##### Resultaten
| wedstrijd                | wedstrijd | wedstrijd                 | score    |
| Dominika Cibulková (2)   | –         | Tsvetana Pironkova (8/WC) | 6-3, 7-6 |
| Carla Suárez Navarro (5) | –         | Andrea Petković (4)       | 6-0,6-4  |
| Andrea Petković (4)      | –         | Tsvetana Pironkova (8/WC) | 7-5, 6-2 |
| Dominika Cibulková (2)   | –         | Carla Suárez Navarro (5)  | 7-5, 6-4 |
| Andrea Petković (4)      | –         | Dominika Cibulková (2)    | 7-5, 6-3 |
| Carla Suárez Navarro (5) | –         | Tsvetana Pironkova (8/WC) | 7-6, 6-1 |

##### Klassement
| nr. | speelster                 | partijen w-v | sets w-v | games w-v |
| 1.  | Carla Suárez Navarro (5)  | 2-1          | 4-2      | 34-24     |
| 2.  | Andrea Petković (4)       | 2-1          | 4-2      | 30-27     |
| 3.  | Dominika Cibulková (2)    | 2-1          | 4-2      | 34-31     |
| 4.  | Tsvetana Pironkova (8/WC) | 0-3          | 0-6      | 23-39     |

## Externe referenties
- (en)  (bg)  Pliskova and Svitolina are the alternates in Sofia Opsomming van deelneemsters
- (en)  Toernooischema WTA

2009 · 2010 · 2011 · 2012 · 2013 · 2014 · 2015 · 2016 · 2017 · 2018 · 2019 · 2020–2022 · 2023
Grand Slam: Australian Open · Roland Garros · Wimbledon · US Open
Landenteams: Fed Cup · Hopman Cup